# Гелена Висневська
Гелена Висневська (пол. Helena Wiśniewska, 18 квітня 1999) — польська веслувальниця, бронзова призерка Олімпійських ігор 2020 року.

## Виступи на Олімпіадах
| Олімпіада  | Дисципліна                    | Місце |
| ---------- | ----------------------------- | ----- |
| Токіо 2020 | байдарка-одиночка, 200 метрів | 17    |
| Токіо 2020 | байдарка-четвірка, 500 метрів | 3     |
| Париж 2024 | байдарка-двійка, 500 метрів   | 11    |

## Зовнішні посилання
- Гелена Висневська на сайті International Canoe Federation (англійська)
- Гелена Висневська на сайті Olympics.com (англійська)
- Гелена Висневська на сайті Olympedia (англійська)